# Mistrzostwa Polski w Pięcioboju Nowoczesnym 2015
Mistrzostwa Polski w Pięcioboju Nowoczesnym 2015 – 62. edycja mistrzostw, która odbyła się w międzynarodowej obsadzie w dniach 10–12 lipca 2015 roku w Drzonkowie.
Wśród mężczyzn triumfował Sebastian Stasiak z Żoliborza Warszawa, wśród kobiet Oktawia Nowacka z Legii Warszawa, natomiast w sztafetach mieszanych triumfowali Aleksandra Skarżyńska i Michał Stefański z Bielanów Warszawa.

## Wyniki

### Mężczyźni
| Miejsce | Zawodnik          | Klub/Repr.        | Wynik     |
| ------- | ----------------- | ----------------- | --------- |
|         | Sebastian Stasiak | Żoliborz Warszawa | 1498 pkt. |
| 2.      | Kirił Kasjanik    | Białoruś          | 1491 pkt. |
|         | Michał Gralewski  | Żoliborz Warszawa | 1469 pkt. |
|         | Remigiusz Golis   | Żoliborz Warszawa | 1466 pkt. |

### Kobiety
| Miejsce | Zawodnik               | Klub/Repr.        | Wynik     |
| ------- | ---------------------- | ----------------- | --------- |
|         | Aleksandra Chmielewska | Legia Warszawa    | 1398 pkt. |
|         | Anna Maliszewska       | Żoliborz Warszawa | 1384 pkt. |
| 3.      | Leva Serapinaite       | Litwa             | 1379 pkt. |
|         | Aleksandra Skarżyńska  | Bielany Warszawa  | 1365 pkt. |

### Sztafety mieszane
| Miejsce | Klub/Repr.             | Zawodnicy                              | Wynik     |
| ------- | ---------------------- | -------------------------------------- | --------- |
|         | Bielany Warszawa I     | Aleksandra Skarżyńska Michał Stefański | 1489 pkt. |
|         | Żoliborz Warszawa      | Anna Maliszewska Maciej Baranowski     | 1454 pkt. |
|         | Bielany Warszawa II    | Natalia Hachulska Jarosław Świderski   | 1437 pkt. |
| 4.      | Kapry-Armexim Pruszków | Marta Kobecka Mateusz Karczemny        | 1402 pkt. |